# Rondibilis perakensis
Rondibilis perakensis es una especie de escarabajo longicornio del género Rondibilis, tribu Acanthocinini, subfamilia Lamiinae. Fue descrita científicamente por Breuning en 1958.

## Descripción
Mide 9 milímetros de longitud.

## Distribución
Se distribuye por Malasia.